# Politica Namibiei
Politica Namibiei are loc într-un cadru special și anume cel al unei republici democrate reprezentative, în care președintele este concomitent șef de stat, șef de guvern și de asemenea șef al unor partide multi-camerale.
Puterea executivă este exercitată de către guvern, iar cea legislativă de asemenea de către guvern plus cele două camere aparținând Parlamentului.
Sistemul judiciar este independent, spre deosebire de celelalte două componente statale.
Perioada de tranziție, de dobândire a independentei în Namibia, a marcat un moment istoric important în Africa în general, și în Africa de sud în particular.
Vastul teritoriu al Namibiei situat în partea sud-vestică a continentului a fost scena unei lupte încrâncenate între Europa și Africa, până în 1884, când Namibia a fost declarată “protectorat” de către imperialiștii germani.
Acest teritoriu de peste 800.000 km2 care mai puțin de 2 milioane de locuitori, acest lucru datorându-se în mare parte genocidului și devastării teritoriului de către germanii imperialiști între 1884-1917.
Africa de Sud a adoptat noi legi privind multirasismul în 1985, având în vedere ca guvernul anterior încurajase legile “apartheidului” în această regiune. Adoptarea acestui guvern a dus la finalizarea conducerii de către Africa de Sud dar și-a menținut în continuare dreptul de “veto”asupra deciziilor noului guvern.
În cele din urmă, în 1988 Africa de Sud a acceptat noțiunea de “independență”, atunci când liderul organizației SWAPO: Sam Nujoma  a fost ales președinte, iar pe 21 martie 1990, Namibia a dobândit numele de “națiune” în adevăratul sens al cuvântului.

## Constituția
Namibia are la baza guvernării constituția din 1990. Președintele, respectiv șeful de stat, este ales pe o perioadă de 5 ani și posibilitatea de a fi reales după încheierea mandatului.Guvernul se află sub conducerea prim-ministrului, care la rândul lui este ales de președinte.
Consiliul National este format din 26 de membri, a câte 2 membri aleși pe plan local pe o perioada de 6 ani.
Parlamentul este alcătuit din două camere, iar Adunarea Națională are 78 de membri aleși pe un mandat de 5 ani, 72 dintre aceștia aleși prin vot iar 6 membri fiind aleși chiar de președinte.
Namibia este un stat democrat dar având un partid de stat foarte bine organizat la putere, și anume SWAPO ( Organizația Populației din Africa de Sud-Vest).
Se admite existența partidelor aflate în opoziție, dar care nu prezintă interes deoarece se consideră ca nu au șanse reale de succes.
Sistemul actual de guvernare se află în proces de descentralizare.
În ceea ce privește sistemul judiciar, cel mai impozant component politic îl reprezintă Curtea Supremă, a cărui legi sunt reglementate de președinte cu aprobarea Comisiei de Judecată, dar și altele precum Curtea Înaltă, etc.
Sistemul judiciar din Namibia este asemănător celui din Africa de Sud. În 1919, legea Roman-Dutch a fost declarată lege “comuna” ambelor teritorii și a rămas așa până în prezent.
Constituția actuală (cea din 1990) promovează idei ca dreptul la proprietate privată, protejarea și respectarea drepturilor umane, și faptul că state ca Namibia ar trebui să adopte o economie mixtă și să încurajeze investițiile străine.
Sam Nujoma, liderul partidului SWAPO a fost al 18-lea președinte de la independența Namibiei din 1990 și până în 2005. În noiembrie 2004, ministrul planificării și reabilitării teritoriale Hifikepunye Pohamba a fost ales ca președinte al Namibiei. Președinția acestuia a fost inaugurată în martie 2005 în contextual sărbătoririi și a 15 ani de la independența țării.
Observatorii internaționali și nu numai au căzut de acord asupra faptului că alegerile s-au desfășurat normal și au fost bine organizate, în ciuda unor mici iregularități.
Pohamba a câștigat cu un procent de 76,4% din totalul voturilor iar organizația SWAPO a câștigat 55 din cele 72 de locuri alese în cadrul Adunării Naționale.
Șase partide aflate în opoziție au câștigat un total de 17 locuri, inclusiv: Congresul Partidului Democrat, care a acumulat cel mai mare număr de voturi, Alianța Democrată Turnhalle, Frontul Democratic Unit, Partidul Republican,etc.
Dntre oficialii aflați la conducerea Namibiei amintim: președintele Hifikepunye Pohamba, prim-ministrul- Nahas Angula, ministrul afacerilor: Marco Hausiku, ministrul apărării: Generalul Major Charles Namoloh, s.a.
Din punct de vedere administrativ, Namibia este divizată în 13 regiuni, acestea fiind următoarele: Caprivi, Erongo, Hardap, Karas, Khomas, Kunene, Okavango, Ohangwena, Omaheke, Omusati, Oshana, Oshikoto și Otjozondjupa.